# Fort Salis Soglio (Natura 2000)
Fort Salis Soglio (PLH180008) – projektowany specjalny obszar ochrony siedlisk, aktualnie obszar mający znaczenie dla Wspólnoty, położony w gminie Medyka, niedaleko Siedlisk, obejmujący Fort W I „Salis Soglio” wraz z jego najbliższym otoczeniem. Zajmuje powierzchnię 51,72 ha. Utworzony został w celu ochrony zimowisk mopka zachodniego Barbastella barbastellus (ok. 240 osobników) – gatunku z załącznika II dyrektywy siedliskowej. Dodatkowo w otoczeniu obiektu występuje grąd Tilio-Carpinetum – siedlisko przyrodnicze z załącznika I.
Na terenie obszaru znajduje się rezerwat przyrody Skarpa Jaksmanicka.